# Meringopus cyanator
Meringopus cyanator là một loài tò vò trong họ Ichneumonidae.